# Fenilcinconiluretano
Fenilcinconiluretano, chiamato anche fantan, è un farmaco indicato nella gotta, artrite, artrite gottosa, reumatismo articolare acuto e cronico, diatesi urica.

## Chimica
Il composto si presenta come una polvere cristallina di color gialliccio, inodora e senza sapore, insolubile nell'acqua, pochissimo solubile nell'etanolo a 95°, poco in quello assoluto, in etere, benzolo, acetone, più facilmente nel cloroformio.

## Farmacodinamica
Il farmaco esplica rapida azione sedativa e determina la regressione dei fenomeni infiammatori articolari acuti.

## Effetti collaterali
Il Fantan non disturba le funzioni gastrointestinali.